# Pothyne septemvittipennis
Pothyne septemvittipennis är en skalbaggsart som beskrevs av Stefan von Breuning 1963. Pothyne septemvittipennis ingår i släktet Pothyne och familjen långhorningar.
Artens utbredningsområde är Laos. Inga underarter finns listade i Catalogue of Life.